# Olympische Sommerspiele 2024/Fußball/Frauen/Qualifikation (CAF)
Als Qualifikation zum Turnier der Frauen bei den Olympischen Sommerspielen 2024 für die Mannschaften aus dem Bereich der CAF dient ein über vier Runden laufendes Qualifikationsturnier, durch das sich zwei afrikanische Mannschaften qualifizieren können. Es hatten 25 der 53 qualifikationsfähigen Mitgliedsverbände der CAF gemeldet, von denen aber letztlich nur 21 Spiele bestritten. Ausgeschlossen war die Mannschaft von Simbabwe.

## Modus
Die Qualifikation findet in vier Runden statt. Von den ursprünglich 25 gemeldeten Mannschaften waren folgende sieben Mannschaften, die beim Afrika-Cup der Frauen 2022 das Viertelfinale erreicht hatten, direkt für die zweite Runde qualifiziert:
- Botswana
- Kamerun
- Marokko
- Nigeria
- Sambia
- Südafrika
- Tunesien

Die 18 übrigen schwächeren Mannschaften sollten in der ersten Runde, die am 30. Mai 2023 in Kairo ausgelost wurde, in Hin- und Rückspielen neun weitere Teilnehmer der zweiten Runde ermitteln. Drei Mannschaften – Mosambik, Republik Kongo und Sierra Leone – wurden nach der Auslosung zurückgezogen, so dass die Demokratische Republik Kongo, die Elfenbeinküste und Tansania ebenfalls kampflos die zweite Runde erreichten.  In der zweiten Runde sollten die 16 gesetzten, verbliebenen bzw. sportlich qualifizierten Mannschaften in Hin- und Rückspielen acht Vertreter der dritten Runde ermitteln. Auch hier wurden zwei Mannschaften – die Elfenbeinküste und Mali – zurückgezogen, so dass diesmal Sambia und Tunesien kampflos die dritte Runde erreichten. In dieser spielten acht Mannschaften in Hin- und Rückspiel vier Teilnehmer der vierten Runde aus, in der in Hin- und Rückspielen die zwei afrikanischen Teilnehmer bei den Olympischen Spielen in Paris ermittelt werden.

## Erste Runde
Die erste Runde fand zwischen dem 10. und 18. Juli 2023 statt.
|                  | Gesamt |                              | Hinspiel | Rückspiel |
| ---------------- | ------ | ---------------------------- | -------- | --------- |
| Guinea-Bissau    | 4:5    | Benin                        | 2:2      | 2:3       |
| Guinea           | 0:7    | Ghana                        | 0:3      | 0:4       |
| Burkina Faso     | 2:3    | Mali                         | 0:1      | 2:2 n. V. |
| Elfenbeinküste   | -:-    | Sierra Leone 1               | -:-      | -:-       |
| Namibia          | 2:0    | Äquatorialguinea             | 2:0      | 0:0       |
| Uganda           | 4:3    | Ruanda                       | 3:3      | 1:0 n. V. |
| Äthiopien        | 10:0   | Tschad                       | 6:0      | 4:0       |
| Republik Kongo 1 | -:-    | Tansania                     | -:-      | -:-       |
| Mosambik 1       | -:-    | Demokratische Republik Kongo | -:-      | -:-       |

## Zweite Runde
Die zweite Runde fand zwischen dem 25. und 31. Oktober 2023 statt.
|                              | Gesamt |           | Hinspiel | Rückspiel |
| ---------------------------- | ------ | --------- | -------- | --------- |
| Benin                        | 0:5    | Ghana     | 0:3      | 0:2       |
| Mali 1                       | -:-    | Sambia    | -:-      | -:-       |
| Elfenbeinküste 1             | -:-    | Tunesien  | -:-      | -:-       |
| Namibia                      | 0:4    | Marokko   | 0:2      | 0:2       |
| Uganda                       | 2:3    | Kamerun   | 2:0      | 0:3 n. V. |
| Äthiopien                    | 1:5    | Nigeria   | 1:1      | 0:4       |
| Tansania                     | 3:0    | Botswana  | 2:0      | 1:0       |
| Demokratische Republik Kongo | 1:3    | Südafrika | 1:1      | 0:2       |

## Dritte Runde
Die dritte Runde fand zwischen dem 23. und 28. Februar 2024 statt.
|          | Gesamt |           | Hinspiel | Rückspiel |
| -------- | ------ | --------- | -------- | --------- |
| Ghana    | 3:4    | Sambia    | 0:1      | 3:3       |
| Tunesien | 2:6    | Marokko   | 1:2      | 1:4       |
| Kamerun  | 0:1    | Nigeria   | 0:0      | 0:1       |
| Tansania | 0:4    | Südafrika | 0:3      | 0:1       |

## Vierte Runde
Die vierte Runde findet zwischen dem 5. und 9. April 2024 statt.
|         | Gesamt |           | Hinspiel | Rückspiel |
| ------- | ------ | --------- | -------- | --------- |
| Sambia  | 3:2    | Marokko   | 1:2      | 2:0 n. V. |
| Nigeria | 1:0    | Südafrika | 1:0      | 0:0       |

## Beste Torschützinnen
Nachfolgend sind die besten Torschützinnen der Qualifikation gelistet. Bei gleicher Trefferanzahl sind die Spielerinnen alphabetisch geordnet.
| Rang | Spieler           | Tore |
| ---- | ----------------- | ---- |
| 01   | Thembi Kgatlana   | 5    |
| 02   | Evelyn Badu       | 5    |
|      | Rasheedat Ajibade | 4    |
| 04   | Gifty Assifuah    | 3    |
|      | Fazila Ikwaput    | 3    |
|      | Ibtissam Jraïdi   | 3    |